# Periodo Bedd Branwen
Il periodo Branwen Bedd è il nome dato da Colin Burgess ad una suddivisione della prima età del Bronzo in Gran Bretagna che comprende il periodo che va dal 1650 a.C. al 1400 a.C.. Segue il Periodo Overton ed è seguito dal periodo Knighton Heath.
Si ha la fine della tradizione campaniforme e della prima fase della cultura del Wessex. In questo periodo la cremazione divenne un rito di sepoltura quasi universale in Gran Bretagna. I tumuli precedenti furono riutilizzati come cimiteri a cremazione.
La ceramica della cultura di Deverel-Rimbury appare nella documentazione archeologica e la lavorazione del metallo si sviluppa ulteriormente.